# زنبور عسل کوچک

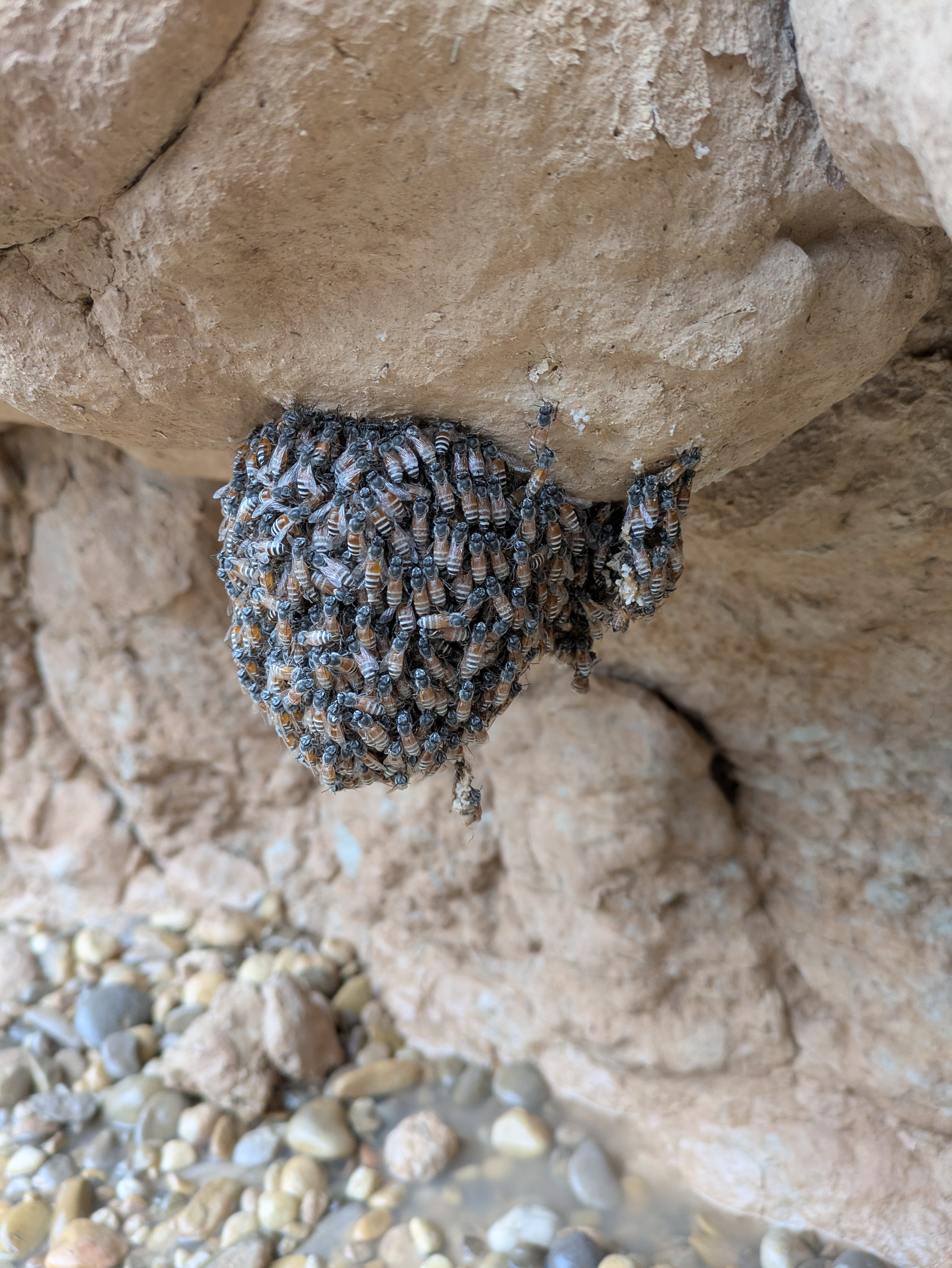
کندوی زنبور عسل کوچک در بهبهان

زنبور عسل کوچک (نام علمی: Apis florea)، یکی از حشره‌های گرده افشان جنوب آسیااست و پراکنش آن از اندونزی تا کامبوج و مالزی و ... تا جنوب ایران است. انتشار آن در ایران در نواری به طول ۲۰۰۰ کیلومتر از قصر شیرین در استان کرمانشاه در غرب تا جنوب شرقی استان سیستان و بلوچستان در شرق،   (به ویژه استان خوزستان ، بوشهر ،مخصوصا جنوب فارس و هرمزگان ) ادامه دارد.آپیس فلورا در طول سال بین جلگه و کوهستان مهاجرت می کند و قبل از مهاجرت ذخیره عسل خود را به پایان می برد هر  کلنی‌ یک "شان" بیشتر ایجاد نمی کند و در هر فصل پس از مهاجرت در هر " شان" در کنار نوزادان و در حاشیه "شان"  نیم تا یک کیلوگرم عسل ذخیره می‌کنند. مانند زنبور عسل معمولی، این گونه  دارای گرایش به نور مثبت است اما لانه خود را در فضای باز و اغلب بر شاخه درختان بنا می‌کند.
این گونه زنبورعسل علاقه زیادی به ساختن شان در میان درختان انبوه گرمسیری (لیمو، کنار، نخل و …) و ما بین بوته‌ها و پایین بام منازل، ورودی سرداب، درون غار و ترک‌های باز کوه‌ها و جدار داخلی چاه آب (در عمق ۴ تا ۶ متری) دارد. قسمت فوقانی شان یعنی مکانی که به سقف یا شاخه وصل گردیده است، ضخیم‌تر بوده و محل ذخیره عسل و گرده گل می‌باشد. مواد تشکیل دهنده این نوع عسل با دیگر نژادها تفاوتی ندارد و خاصیت کریستالیزه شدن ندارد.